# (706) Гирундо
(706) Гирундо (лат. Hirundo) — астероид главного пояса, который был открыт 9 октября 1910 года американским астрономом Джозефом Хелффричем в обсерватории. Название в переводе с латыни означает «ласточка».

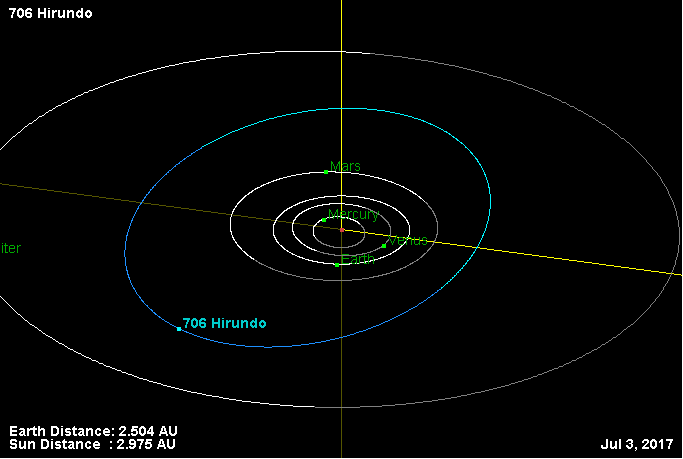
Орбита астероида Гирундо и его положение в Солнечной системе

Тиссеранов параметр относительно Юпитера — 3,283.